# Caféiculture en Indonésie

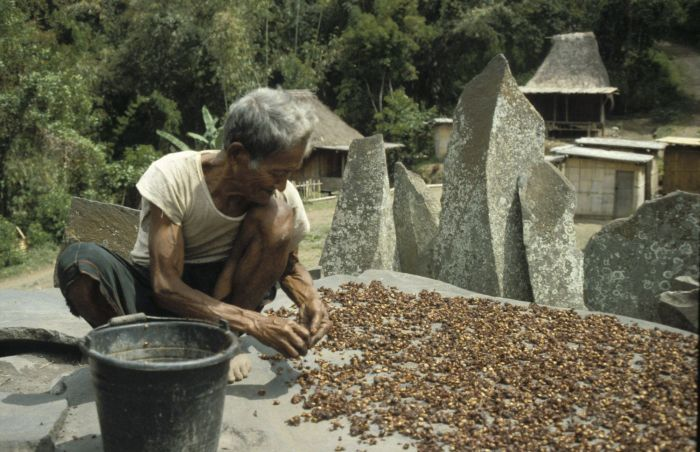
Récolte de café dans le kabupaten de Ngada.

La production de café en Indonésie représente en 2011 environ 6 % de la production mondiale de café, ce qui fait de l'Indonésie, le 3e ou 4e plus grand producteur du monde devant ou derrière la Colombie selon les sources.
L'histoire de la caféiculture en Indonésie commence avec sa période coloniale. La caféiculture a joué un rôle important dans la croissance du pays. L'Indonésie est dotée d'un climat propice pour les plantations de café.

## Histoire

### Les hollandais diffusent le moka à Batavia et au Suriname

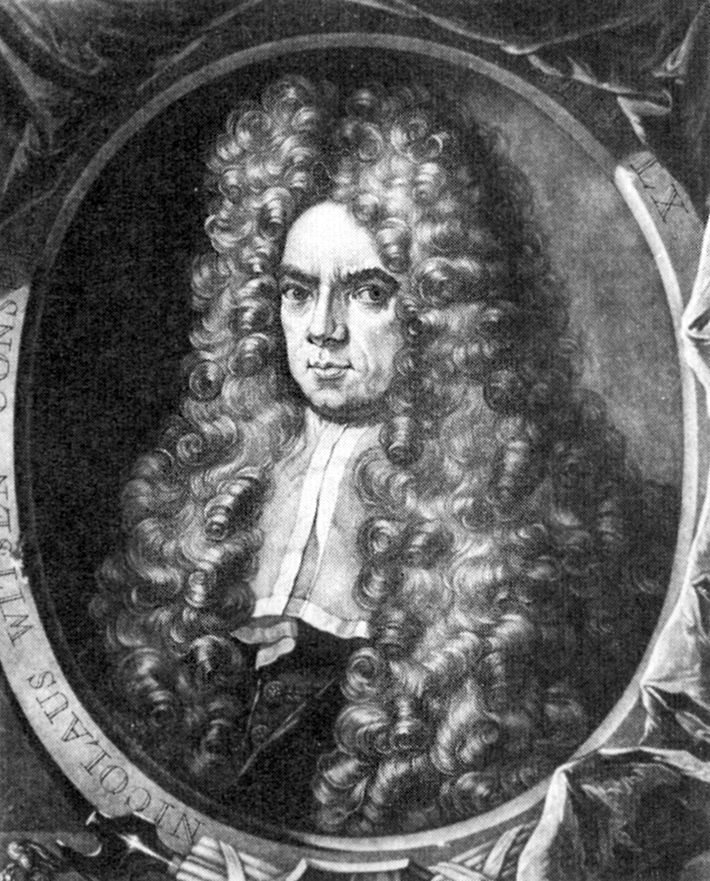
Nicolas Witsen, directeur de la Compagnie des Indes et fondateur du jardin botanique d'Amsterdam.

En 1614, une délégation de marchands hollandais et spécialistes de l'horticulture visite Aden afin d'étudier comment les Arabes ont transformé le café, puis en 1616, la Compagnie néerlandaise des Indes orientales s'y est approvisionnée. Le café reste cher, même si la culture du moka est étendue par les Hollandais à Ceylan en 1658, puis en Indonésie, dans les années 1690.
Nicolas Witsen, directeur de la Compagnie néerlandaise des Indes orientales et fondateur du jardin botanique d'Amsterdam, acclimate le café d'Éthiopie en Indonésie, à Batavia, démarche qui est poursuivie en 1718 au Suriname. En 1696, les premières graines sont apportées pour la plantation à Java, sur le domaine du gouverneur général Willem van Outshoorn, rapidement dévasté par une inondation. L'expérience a été répétée en 1706 et le premier échantillon introductif exporté vers le jardin botanique d'Amsterdam, où il est devenu le grand-père des plantes café Arabica au Brésil et dans les Caraïbes. 

### En 1720, les Hollandais imposent la culture du café à Java
Les hollandais ont imposé la culture du café à la population dans la région de Batavia et dans la région montagneuse de l'Ouest de Java (Priangan). Les chefs de district ont été priés, par contrat, de livrer chaque année une certaine quantité de grains de café. Ils devaient s'assurer que la population a planté du café, entretenu les jardins et fourni la quantité requise de café de bonne qualité. Au cours de la seconde moitié du XVIIIe siècle, la culture du café a été étendue au centre de Java, à une échelle plus limitée. La poussée vers le reste de Java et les autres îles a été lancée par le gouverneur général Daendels (1808-1811) et les administrateurs suivants.
La production caféière de Java décolle en 1727:
| 1724                 | 1727                 | 1736                 |
| un million de livres | 4 millions de livres | 6 millions de livres |

Dans la région de Batavia, le café a été cultivé avec plus de succès à Rijswijk (Duri Pulo), à une courte distance à l'ouest du palais présidentiel, et à Meester Cornelis. Les volumes demandés et la qualité ont été livrés à temps. Dans les autres parties de Java et des îles extérieures - en particulier l'ouest de Sumatra et Maluku -, la population s'est montrée plus réticente et il a fallu des incitations financières. En 1724, environ un million de livres de café étaient expédiés à Amsterdam, puis ce fut 4 millions de livres en 1727 et 6 millions de livres en 1736. Les régents ont reçu une pièce de cinq cents par livre collectée, qui devait couvrir l'achat et le transport du café vers l'entrepôt. L'achat à la ferme a été effectué par les chefs de village, le prix payé aux agriculteurs n'étant qu'une fraction de celui reçu par le régent.

### L'Indonésie hollandaise triple sa récolte en une décennie puis affronte Max Haavelaar
L'Indonésie hollandaise relance sa production caféière au milieu du siècle et représentera près d'un cinquième de l'offre mondial de café peu avant 1880, avant que la rouille du caféier ne la fasse passer de 113 000 tonnes en 1879 à cinq fois moins en 1893. Entre 1830 et 1860, les coffres de l' État néerlandais reçurent des colonies environ 800 millions de florins qui furent principalement réinvestis dans les infrastructures en métropole.
Peu après la restauration hollandaise, à partir de 1816, les plantations sont relancées dans le Priangan, au sud ouest de Java et dans le centre et le sud de Sumatra. L'exportation prit de l'importance en 1823, avec 2 000 tonnes puis monta encore, se maintenant pendant les années 1830, entre 20 000 et 30 000 tonnes. les conflits militaires nés lors de l'indépendance de la Belgique obligent à trouver des recettes pour les financer. Le travail obligatoire est institué en 1832, après de longs débats dans l'administration coloniale, qui argue des abus commis par commerçants privés auprès des planteurs. Ce "Cultuurstelsel"  a obligé les agriculteurs à cultiver des cultures d'exportation sur 20 % de leurs terres ou, par ailleurs, fournir 60 jours par année de main-d'œuvre non rémunérée sur des projets publics pour le bien commun, au lieu de cultiver du riz et d'autres produits de consommation.

#### La part des petits propriétaires en diminution régulière
Le gouvernement hollandais créé aussi, en 1833, un monopole du commerce du café à Java et décide de mettre en nouvelles cultures chaque année au moins l/12e des surfaces déjà exploitées, tant pour remplacer les arbres morts que pour étendre les plantations. Java compte 187 000 caféiers en 1834, dont deux tiers sont récemment plantés. La production triple en dix ans, de 25 000 tonnes en 1832 à 76 000 en 1843: l'Indonésie produit entre le quart et le cinquième du café mondial, dont les 3/4 sous l'autorité gouvernementale et 20 % par les grandes plantations indépendantes. Comme à Ceylan, la part des petits propriétaires, très faible, ne cessant de diminuer: 10 % en 1830 puis 5 % en 1845 et 1 % seulement en 1848. De 1835 à 1880, le nombre de caféiculteurs passe de 400 000 à 700 000, représentant 60 % du total des paysans de Java. Entre 1830 et 1840 le prix du café de Java augmente à Londres de 12,5 %, celui du Brésil de 18,5 %, et celui de Cuba de 21 %, mais le javanais reste l'un des plus chers: le café du Brésil coûte à Londres en 1840, 129 shillings le quintal, celui de Java, 155 shillings, le Moka plus de 200 shillings. La culture du café procure 65 % des ventes agricoles coloniales hollandaise et c'est la seule qui n'est pas libéralisée dans les années 1860.
La caféiculture javanaise entraîne des migrations pour se placer sur les axes de collecte du café. Les javanais doivent livrer un quota de café à un prix fixé : 25 guilders par pikul de 62 kilos, retranchés de 10 guilders pour le droit du sol et 3 guilders pour les coûts de transport. La perception des taxes est transférée aux agents de recouvrement, payés par commission, le poids des produits achetés falsifié, les 60 jours de travail non rémunérés souvent prolongés ou consacrés à des projets privés de l'officier colonial régional ou des régents. Et les percepteurs ont brutalement intimidé les fermiers pour augmenter leur commission, créant une insatisfaction généralisée, la pauvreté et la famine à Java.

#### Le prix d'achat abaissé en 1844, relevé en 1867, une production de113 000 tonnesen 1879
Le prix d'achat aux planteurs est ensuite abusivement abaissé à 8 guilders en 1844, lors de la dépression des cours mondiaux. Cette décision fait baisser les rendements, malgré des surfaces cultivées en forte hausse, via une frénésie de défrichage des grands propriétaires. Les paysans ne protègent pas les plantations contre les déprédations des animaux sauvages et ne tiennent pas compte du vieillissement des caféiers, en négligeant de les renouveler. En 1867, le prix planteurs est remonté à 13,5 guilders, et les récoltes s'accroissent à nouveau fortement, pour atteindre leur plus haut historique en 1879, à 113 000 tonnes.

#### "Max Havelaar" ou le malaise du colonialisme hollandais à Java

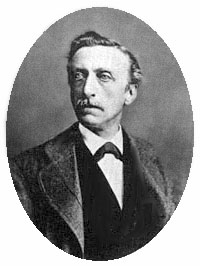
Eduard Douwes Dekker, alias Multatuli

Eduard Douwes Dekker, fonctionnaire colonial depuis 18348, fut nommé en 1857 assistant-résident à Lebak, à l'ouest de Java, où il commença à protester ouvertement contre l'exploitation et les mauvais traitements infligés par les régents, et contre l'inconduite des autorités coloniales. Renvoyé aux Pays-Bas, il a continué ses protestations dans des articles de journaux, des brochures et, en 1860, a publié son livre Max Havelaar, sous le nom de Multatuli. Décrié par ses supérieurs de l'administration coloniale, il est maintenant inscrit comme un héros dans les annales indonésiennes, mais a aussi une statue sur les canaux d'Amsterdam.
Le désir de permettre aux intérêts commerciaux privés d'être impliqués dans la production des cultures d'exportation A conduit, en 1870, à l'abolition du Cultuurstelsel . Mais en raison de sa rentabilité, la culture du café est restée appliquée jusqu'au début des années 1900.

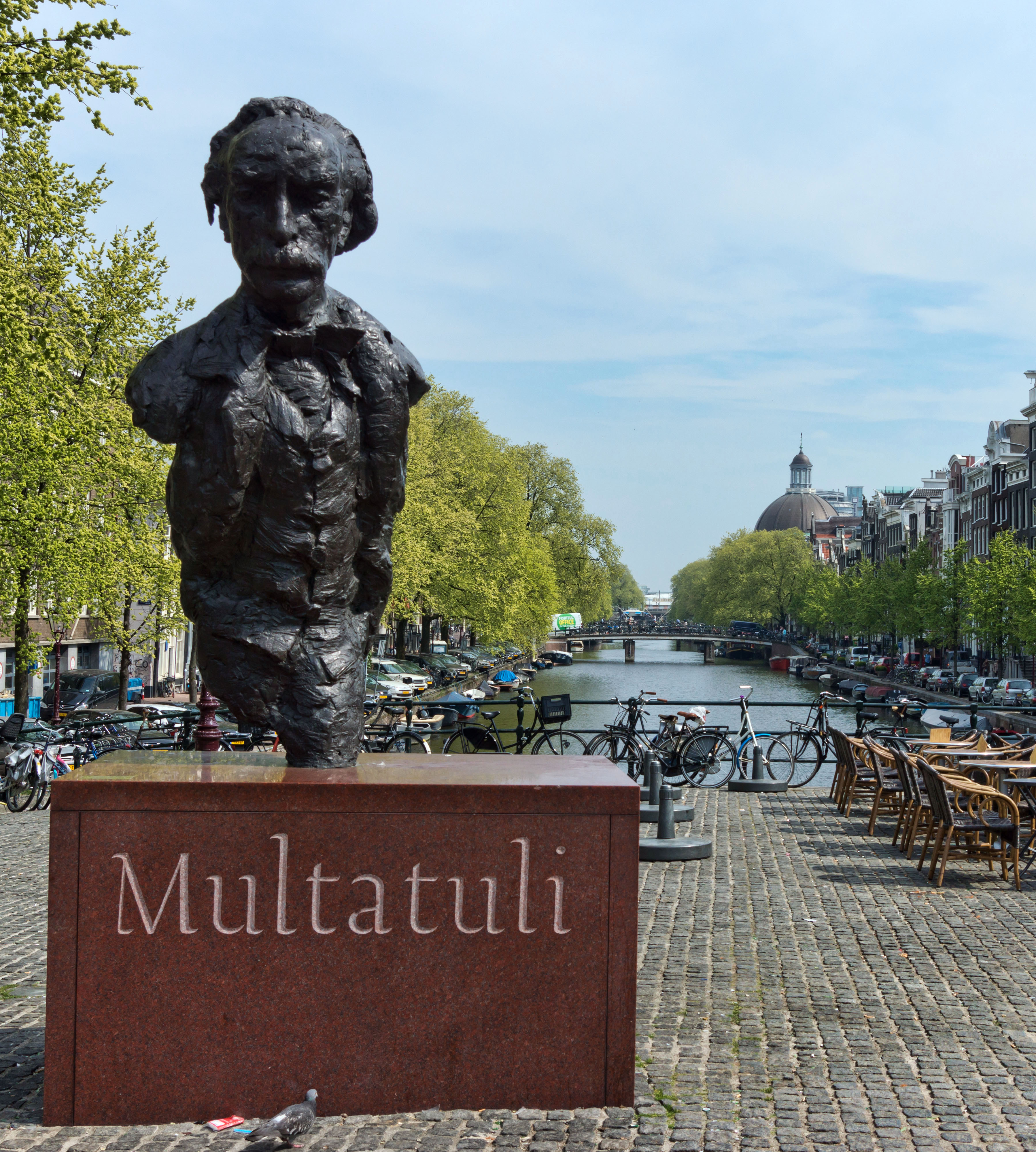
Statue de Multatuli à Amsterdam

### Les nouveaux défrichements des années 1870
Au milieu des années 1870, sur fond de hausse des cours mondiaux, les régions productrices de café arabica ont élargi leur assise au  nord de Sumatra, sur les hautes terres près du Lac Toba en 1888, mais aussi à Bali, au Sulawesi, où café avait été planté autour dès 1850, et au Timor. Cette diversification géographique freine les effets de crise de production causée par la maladie qui décime les plantations, et obligera en partie à remplacer l'Arabica par le Libérica, puis le Robusta. La production de café indonésien ne chute vraiment qu'en 1885-1890: elle baisse des deux tiers en 1887, à 43 000 tonnes, et diminue encore de moitié en 1893, à 24 000 tonnes.